# Četvorostruka veza
Četvorostruka veza je tip hemijske veze između dva atoma u kojoj učestvuje osam elektrona. Ova veza je ekstenzija poznatijih tipova veze, dvostruke i trostruke. Stabilne četvorostruke veze se najčešće javljaju između prelaznih metala iz sredine d-bloka, kao što su renijum, volfram, molibden i hrom. Tipično ligandi koji podržavaju ćetvorostruke veze su π-donors, a ne π-akceptori.
Hrom(II) acetat, , je bilo prvo sintetisano hemijsko jedinjenje sa četvorostrukom vezom. Ovao jedinjenje je opisao E. Peligot 1844, mada njegovo osobeno vezivanje nije bilo prepoznato više od jednog veka. F. Albert Koton je 1964. bio prvi istraživač da okarakteriše četvorostruku vezu opisujući kalijum oktakhlorodirenat(III) ili . Dužina renijum–renijum veze u tom jedinjenju je samo 224 pm. U terminologiji molekularne orbitalne teorije ovo vezivanje se opisuje kao σ2π4δ2 sa jednom sigma vezom, dve pi veze i jednom delta veze.
Mnoga druga jedinjenja sa četvorostrukom vezom su opisana. Jedan od izoelektronika sadrži direnijumsko jedinjenje koje je so  (kalijum oktahlorodimolibdat). Primer divolframskog jedinjenja sa četvorostrukom vezom je di-volfram tetra(hpp).